# Ramón Andrés
Ramón Andrés (Pamplona, 1955) és assagista, poeta i estudiós de la música, autor de nombrosos estudis musicals i literaris. Entre els seus llibres sobre música destaquen Diccionario de instrumentos musicales. Desde la Antigüedad a J. S. Bach (Península, 2000), W. A. Mozart (Ma Non Troppo, 2003), Johann Sebastian Bach. Los días, las ideas y los libros (Acantilado, 2005), El oyente infinito. Reflexiones y sentencias sobre música (De Nietzsche a nuestros días) (Dvd Ediciones, 2007), El mundo en el oído. El nacimiento de la música en la cultura (Acantilado, 2008) i Diccionario de música, mitología, magia y religión (Acantilado, 2012). Pertanyen a un terreny literari i assagístic Tiempo y caída. Temas de la poesía barroca (Sirmio, 1994), Historia del suicidio en Occidente (Península, 2003) i No sufrir compañía. Escritos místicos sobre el silencio (siglos XVI y XVII) (Acantilado, 2010). Entre els seus llibres de poemes cal citar La línea de las cosas (Hiperión, 1994) i La amplitud del límite (Dvd Ediciones, 2000), a més de l'obra aforística Los extremos (Lumen, 2011). Ha dedicat també els seus esforços a elaborar edicions d'autors i una Antología poética del romanticismo español(Planeta, 1987). Entre 1974 i 1983 va exercir la seva primera activitat professional com a cantant, centrat principalment en el repertori medieval i renaixentista, amb instruments antics.